# Myst
Myst je računalna grafička avantura koju su osmislila braća Robin i Rand Miller, a razvila je tvrtka Cyan, Inc.  Razvoj je počeo 1991. godine i trajao sve do 1993. godine kada je igra objavljena za MacOS platforme računala da bi sljedećih godina bila preseljena i na sve ostale važnije platforme. Igra je doživjela nezapamćeni uspjeh pogotovo uzevši u obzir da je Cyan-u to bio prvi veći pothvat, a braća Miller su dotad razvijala samo računalne igre za djecu. 
Igra je prodana u više od 6 milijuna primjeraka te pokrenula pravu revoluciju u svijetu računalnih igrara, pogotovo avantura te između ostalog popularizirala CD-ROM kao novi medij za distribuciju igara. Svojim specifičnim načinom igre iz prvog lica, s jako malo početnih informacija o pozadinskoj priči i gotovom neprisustvu verbalne komunikacije, Myst je pokrenuo pravu revoluciju u svijetu avanturističkih igara.       